# جون هيوستن
جون مارسيلو هيوستن (بالإنجليزية:John Marcellus Huston) (ولد في 5 أغسطس 1906 - توفي في 28 أغسطس 1987). مخرج سينمائي أمريكي، وكاتب سيناريو وممثل .كتب سيناريو لمعظم الأفلام الروائية والتي بلغت تقريبا 37 فلم .وكثير منها تعتبر اليوم الكلاسيكية: الصقر المالطي (1941)، وكنز سييرا مادري (1948)، كي لارغو (1948)، وغابة الأسفلت (1950 )، الملكة الأفريقية (1951)، مولان روج (1952)، وغير الأسوياء (1961)، والرجل الذي سيكون ملكا (1975). خلال حكمه الذي استمر 46 مهنة، تلقى هيوستن 15 ترشيحات لجوائز أوسكار، وفاز مرتين، وإخراج كل من والده، والتر هيوستن، وابنته، أنجليكا هيوستن، لأوسكار يفوز في أفلام مختلفة.
خلال مسيرته المهنية التي استمرت 46 عامًا، تلقى هيوستن 15 ترشيحًا لجوائز الأوسكار وفاز مرتين، وأخرج أفلامًا لوالده والتر هيوستن وابنته أنيجيلكا هيوستن رشحتهما لجوائز الأوسكار أيضًا.
درس هيوستن وعمل رسام فنون جميلة في باريس في سنواته الأولى. استكشف الجوانب البصرية لأفلامه طوال حياته المهنية، ورسم كل مشهد على الورق مسبقًا، ثم أطّر شخصياته بعناية في أثناء التصوير. في حين أن معظم المخرجين يعتمدون على إجراء التحرير بعد الإنتاج لتشكيل الصورة النهائية لأعمالهم، أنشأ هيوستن أفلامه بدلًا من ذلك خلال تصويرها، مع القليل من الحاجة إلى التحرير بعد ذلك.
كانت بعض أفلام هيوستن اقتباساتٍ من روايات مهمة، وتُصور غالبًا «مسعىً بطوليًا»، كما في موبي ديك أو ذا ريد بادج أوف كوريدج. ينطوي العديد من أفلامه على مجموعات من الناس تكافح لتحقيق هدف مشترك، وخلال ذلك سيُحكم عليهم بتشكيل «تحالفات مدمرة»، ما يعطي الأفلام توترًا بصريًا ودراميًا. تضمن العديد من أفلامه موضوعات مثل الدين، والمعنى، والحقيقة، والحرية، وعلم النفس، والاستعمار، والحرب.
يُشار إلى هيوستن بالعديد من الأسماء مثل «العملاق»، أو «الثائر»، أو «رجل النهضة»، في مجال صناعة السينما في هوليوود. يصفه المؤلف إيان فرير بأنه إرنست همينغوي السينما، ومخرج سينمائي لم يخشَ أبدًا من معالجة القضايا الصعبة بشكل مباشر.

## مسيرته في التمثيل
في نهاية مسيرته المهنية، بدأ هيوستن بالتمثيل في أفلام مختلفة. في عام 1963، سأل المخرج أوتو بريمنغر عما إذا كان سيصوّر أحد أساقفة بوسطن في ذا كاردينال (الكاردينال)، وكتب الكاتب فيليب كيمب: «لقد استولى على الصورة بصريًا». رُشح إلى جائزة الأوسكار لأفضل ممثل مساعد عن دوره. شارك بشكل بسيط (كما فعل كثيرون) في كازينو رويال (1967) ممثلًا ومخرجًا. مثّل في فيلم رومان بولانسكي تشاينا تاون (الحي الصيني) (1974) بدور الشخصية الشريرة الرئيسية في الفيلم. استمتع هيوستن بالتمثيل ونفى أنه أخذ كل ذلك على محمل الجد. لم يعتبر هيوستن نفسه ممثلًا رائعًا، وقال إنه استمتع بالتمثيل في تشاينا تاون فقط، رغم أنه استمتع جدًا بالتمثيل في وينتر كيلز.

## روابط خارجية
- جون هيوستن على موقع IMDb (الإنجليزية)
- جون هيوستن على موقع الموسوعة البريطانية (الإنجليزية)
- جون هيوستن على موقع روتن توميتوز (الإنجليزية)
- جون هيوستن على موقع مونزينجر (الألمانية)
- جون هيوستن على موقع ألو سيني (الفرنسية)
- جون هيوستن على موقع ميوزك برينز (الإنجليزية)
- جون هيوستن على موقع تيرنر كلاسيك موفيز (الإنجليزية)
- جون هيوستن على موقع أول موفي (الإنجليزية)
- جون هيوستن على موقع قاعدة بيانات برودواي على الإنترنت (الإنجليزية)
- جون هيوستن على موقع قاعدة بيانات الأفلام السويدية (السويدية)